# Ernest Poictevin de La Rochette
Pour les autres membres de la famille, voir Famille Poictevin de La Rochette.
Charles-Louis-Ernest Poictevin de La Rochette (29 janvier 1804, manoir de Chaligny - 19 janvier 1876, Nantes) est un homme politique français.

## Biographie
Fils de Charles Louis Poictevin, seigneur de La Rochette, maire de Luçon, conseiller général de la Vendée, et d'Esther de Regnon de Chaligny, Ernest Poictevin de La Rochette appartenait à une ancienne famille légitimiste, et s'occupait à la fois d'agriculture et de politique. Riche propriétaire dans la Loire-Inférieure, conseiller d'arrondissement de Savenay et conseiller général du canton d'Herbignac, il se présente à la députation, le 1er août 1846, dans le 7e collège de la Loire-Inférieure (Savenay), et échoue face à Ternaux-Compans ; il est plus heureux le 23 avril 1848, aux élections pour l'Assemblée constituante, et est élu représentant de la Loire-Inférieure ; il siège à la droite royaliste et fait partie du comité des affaires étrangères.
Il devient président du Conseil général de la Loire-Atlantique en 1848.

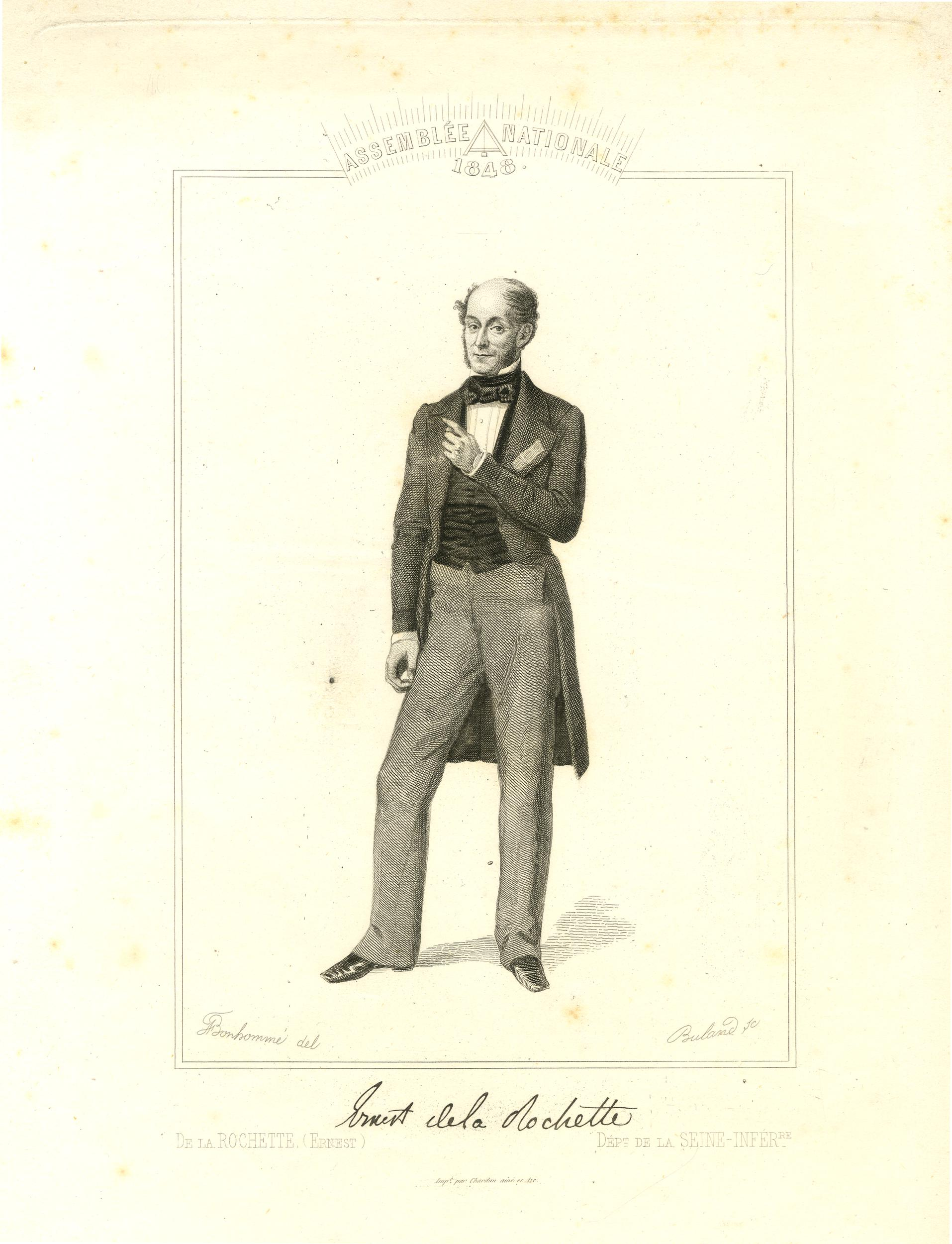
Ernest de La Rochette.

Réélu, le 13 mai 1849, représentant du même département à l'Assemblée législative, il opine, comme précédemment, avec les légitimistes, pour l'expédition de Rome, pour la loi Falloux-Parieu sur l'enseignement, pour la loi restrictive du suffrage universel, protesta contre le coup d'État du 2 décembre 1851, fut enfermé à Mazas, et, rendu à la liberté, se consacra à l'exploitation de ses propriétés, et collabore aussi à l’Espérance du peuple de Nantes, dont son père était le directeur.
Il se présente sans succès, le 29 février 1852, au Corps législatif dans la 2e circonscription de la Loire-Inférieure. Il est, sous l'Empire, l'un des correspondants accrédités du « comte de Chambord », et, le 8 février 1871, est élu représentant de la Loire-Inférieure à l'Assemblée nationale ; il fait partie de la réunion des Réservoirs, préside le groupe des chevau-légers, et vote avec l'extrême droite : pour la paix, pour les prières publiques, pour l'abrogation des lois d'exil, pour la chute de Thiers au 24 mai, pour le septennat, la loi des maires, l'état de siège, contre le ministère de Broglie, contre les amendements Wallon et Pascal Duprat, contre les lois constitutionnelles.
Lors de l'élection des sénateurs inamovibles par l'Assemblée nationale, le 11 décembre 1875, il est élu sénateur inamovible, le 22e sur 75.
Marié avec Marie Anne de Couëssin de Kergal, fille d'Athanase Couëssin de Kergal, maire d'Assérac, et de Jeanne de Villaines, il est le père d'Antoine Poictevin de la Rochette et d'Ernest-Léon-Zacharie Poictevin de La Rochette, et le grand-père de Louis de Champsavin.

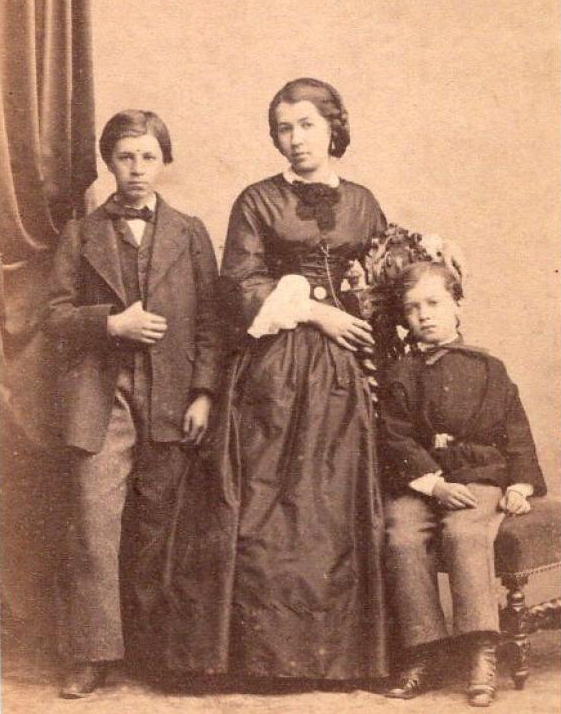
Portrait de ses enfants, Esther, Ernest et Emerand de La Rochette.